# Willie Hernández
Pour les articles homonymes, voir Hernández.
Guillermo Hernández Villanueva (né le 14 novembre 1954 à Aguada (Porto Rico) et mort le 20 novembre 2023 à Sebring (Floride) est un lanceur de relève gaucher portoricain au baseball ayant évolué dans les Ligues majeures de 1977 à 1989.
Connu sous le nom de Willie Hernández , il fait partie de la poignée de lanceurs ayant remporté le titre de joueur par excellence d'une saison, réalisant l'exploit dans la Ligue américaine avec les Tigers de Detroit en 1984. Il gagne le trophée Cy Young et la Série mondiale la même année et reçoit au cours de sa carrière trois invitations au match des étoiles.

## Carrière

### Cubs de Chicago
Willie Hernández signe son premier contrat professionnel en 1973 avec les Phillies de Philadelphie, mais passe aux Cubs de Chicago via le repêchage de règle 5 en 1976. Il fait ses débuts dans le baseball majeur avec les Cubs le 9 avril 1977 et joue pour Chicago jusqu'en 1983. Hernández, un lanceur de relève qui est très rarement utilisé comme lanceur partant, dépasse les 100 manches lancées en une saison à deux reprises chez les Cubs. Employé à l'occasion dans le rôle de stoppeur, il enregistre 10 sauvetages en 1982.

### Phillies de Philadelphie
Le 22 mai 1983, après avoir amorcé la saison en cours à Chicago, Willie Hernández est échangé aux Phillies de Philadelphie contre les lanceurs droitiers Dick Ruthven et Bill Johnson. Il termine la saison avec une moyenne de points mérités de 3,28 en 115 manches et un tiers lancées, gagnant neuf parties contre quatre défaites. Sept de ses huit sauvetages de l'année sont obtenus chez les Phillies. Il joue pour la première fois en séries éliminatoires et blanchit les Orioles de Baltimore en trois présences en Série mondiale 1983, enregistrant quatre retraits sur des prises en quatre manches lancées. Philadelphie perd toutefois la série finale.

### Tigers de Détroit

#### Saison 1984
Le 24 mars 1984, à quelques jours du début d'une nouvelle saison, les Phillies échangent Willie Hernández et le joueur de premier but Dave Bergman aux Tigers de Detroit en retour du voltigeur Glenn Wilson et du premier but et receveur John Wockenfuss. Willie Hernández connaît à Detroit la meilleure saison de sa carrière, couronnée par la conquête de la Série mondiale 1984 par les Tigers et la récolte de deux honneurs individuels d'importance. Avec neuf victoires, trois défaites, 32 sauvetages et une moyenne de points mérités de 1,92 en 140 manches et un tiers lancées, Hernández remporte le trophée Cy Young remis au meilleur lanceur de la Ligue américaine. Il est préféré à Dan Quisenberry de Kansas City même si ce dernier réussit 12 sauvetages de plus pour mener la ligue. En saison régulière, Hernández mène tous les lanceurs du baseball avec 80 parties jouées. Il ajoute le titre du joueur par excellence de la saison dans l'Américaine, un prix habituellement décerné à un joueur de position et assez rarement à un lanceur. De plus, parmi les releveurs, seuls Jim Konstanty, Rollie Fingers, Hernández et plus tard Dennis Eckersley ont reçu cet honneur. À l'automne 1984, le releveur des Tigers ne donne qu'un point en quatre manches (pour une moyenne de 2,25) et protège l'une des victoires de son équipe en trois sorties dans la Série de championnat face aux Royals de Kansas City. En Série mondiale, il maintient une moyenne de points mérités de 1,69 en cinq manches et un tiers. Lançant dans trois parties de la finale face aux Padres de San Diego, il protège deux victoires des Tigers, dont celle qui assure le titre dans le cinquième duel auquel il met fin en retirant la vedette Tony Gwynn.

#### Saisons 1985 à 1989
Willie Hernández est invité au match des étoiles trois années consécutives, de 1984 à 1986. Utilisé dans 74 autres parties en 1985, il réussit 31 sauvetages et maintient une moyenne de points mérités de 2,70 même s'il perd 10 de ses 18 décisions. Il franchit les 100 manches lancées en une saison pour la dernière fois.
Il ajoute des saisons de 24, 8, 10 et 15 sauvetages respectivement pour Detroit de 1986 à 1989.

### Statistiques en carrière
Willie Hernández joue 744 parties dans le baseball majeur : 733 comme releveur et 11 comme lanceur partant. Sa moyenne de points mérités en carrière est de 3,38 en 1044 manches et deux tiers au monticule. Il remporte 70 victoires contre 63 défaites, réussit 147 sauvetages et 788 retraits sur des prises.